# Oldsmobile Firenza
O Firenza é um sedan compacto da Oldsmobile.